# Kattisavan, Lycksele kommun
Kattisavan är en småort i Lycksele kommun, Västerbottens län, belägen väster om sjön Kattisavan.